# Ampliación Nicolás Bravo
Ampliación Nicolás Bravo är en ort i Mexiko.   Den ligger i kommunen Jojutla och delstaten Morelos, i den sydöstra delen av landet, 90 km söder om huvudstaden Mexico City. Ampliación Nicolás Bravo ligger 938 meter över havet och antalet invånare är 847.
Terrängen runt Ampliación Nicolás Bravo är platt åt nordväst, men åt sydost är den kuperad. Runt Ampliación Nicolás Bravo är det tätbefolkat, med 319 invånare per kvadratkilometer. Närmaste större samhälle är Zacatepec, 3,9 km nordost om Ampliación Nicolás Bravo. I omgivningarna runt Ampliación Nicolás Bravo växer huvudsakligen savannskog.